# Fonfuka
Fonfuka ist eine Gemeinde in Kamerun in der Region Nord-Ouest im Département Boyo.
In der Stadt wird die bantoide Sprache Bum gesprochen. 

## Geografie
Fonfuka liegt im Nordwesten Kameruns, etwa 70 Kilometer von der nigerianischen Grenze entfernt.

## Verkehr
Die Gemeinde liegt an der Ringstraße N11.